# Dimitri Hegemann

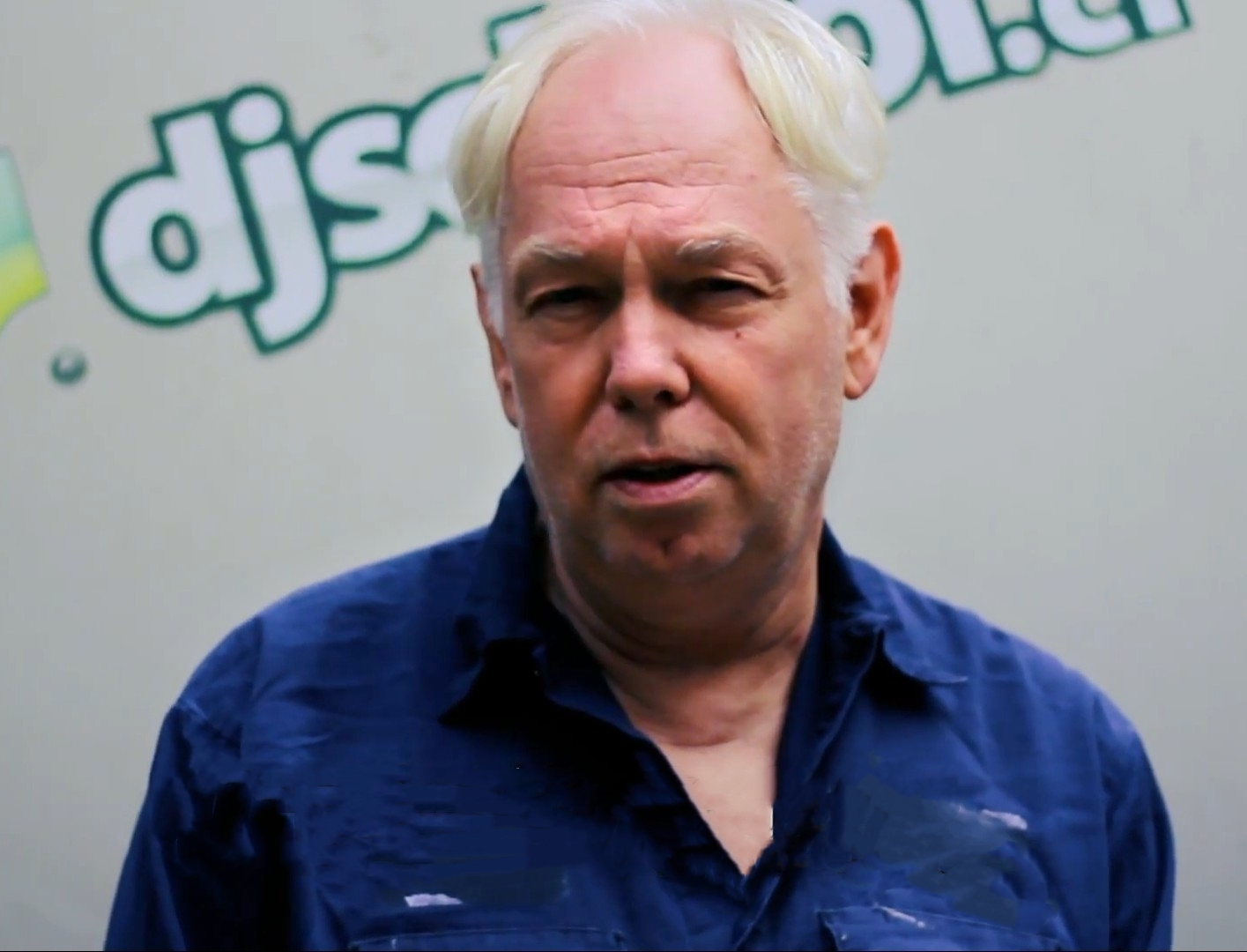
Dimitri Hegemann (2016)

Dietmar-Maria „Dimitri“ Hegemann (* 26. August 1954 in Werl, Nordrhein-Westfalen) ist ein deutscher Kulturmanager. Sein bekanntestes Projekt ist der Berliner Techno-Club Tresor.

## Leben
Aufgewachsen in Büderich (Werl) studierte er Musikwissenschaft in Münster. Er kam 1978 nach Berlin, wo er an der Freien Universität bei Tibor Kneif weiterstudierte. Er wurde Bassist der New-Wave-Band Leningrad Sandwich, mit der er von 1982 bis 1985 drei Alben veröffentlichte. Von 1982 bis 1990 war er Organisator von Berlin Atonal, einem Festival für nonkonforme Musik, auf dem unter anderem Einstürzende Neubauten, Psychic TV oder Malaria! auftraten.
In der Wrangelstraße 95 betrieb er mit anderen Beteiligten das Fischbüro, einen Raum für vielseitige Experimente, das 1988 in die Köpenicker Straße 6 umzog. Er gründete mit Achim Kohlberger das Label Interfisch und eröffnete den Club Fischlabor. Im Keller des Gebäudes entstand mit dem Ufo eine Keimzelle der Berliner Technoszene. Nach der Schließung des Ufos 1990 wurde 1991 mit dem Tresor in der Leipziger Straße einer der bekanntesten Techno-Clubs der Welt eröffnet. Mit Tresor Records entstand gleichzeitig ein Musiklabel im Bereich Techno.
1993 eröffnete Hegemann das Weltrestaurant bei der Markthalle IX in Berlin SO 36 und 1994 auf der gegenüber liegenden Straßenseite in einem ehemaligen Imbiss in Anlehnung an eine Gaststätte seiner westfälischen Heimat (Lippstadt) den Goldenen Hahn. Von 1997 bis 2007 leitete er das Großraum-Restaurant Schwarzenraben in Berlin-Mitte.
Von 2000 bis 2009 betrieb er zusammen mit Ben Becker und Sören Röhrs das Lokal Trompete in Berlin-Tiergarten. 2007 wurde der Club Tresor nach einer zweijährigen Pause im ehemaligen Heizkraftwerk Berlin-Mitte an der Köpenicker Straße wiedereröffnet.
2012 gründete Hegemann die Beratungsagentur Happy Locals, die in kleineren Städten einfache Kulturangebote speziell für junge Leute anbieten will, um so der Bevölkerungsabwanderung entgegenzuwirken.
Seit 2013 wird das Festival Berlin Atonal im Kraftwerk Berlin weitergeführt. Ende 2019 eröffnete Hegemann im Basement der Phoenixhalle in Dortmund einen Ableger des Tresor Clubs mit dem Namen Tresor.West.